# Heirweg Kortrijk-Gent
De Heirweg Kortrijk-Gent is het deel van een heirweg gelegen tussen Gent en Kortrijk, wellicht van Romeinse oorsprong. Later in de 18e eeuw werd parallel hieraan de steenweg Kortrijk-Gent aangelegd en nog later de autosnelweg Kortrijk-Gent.

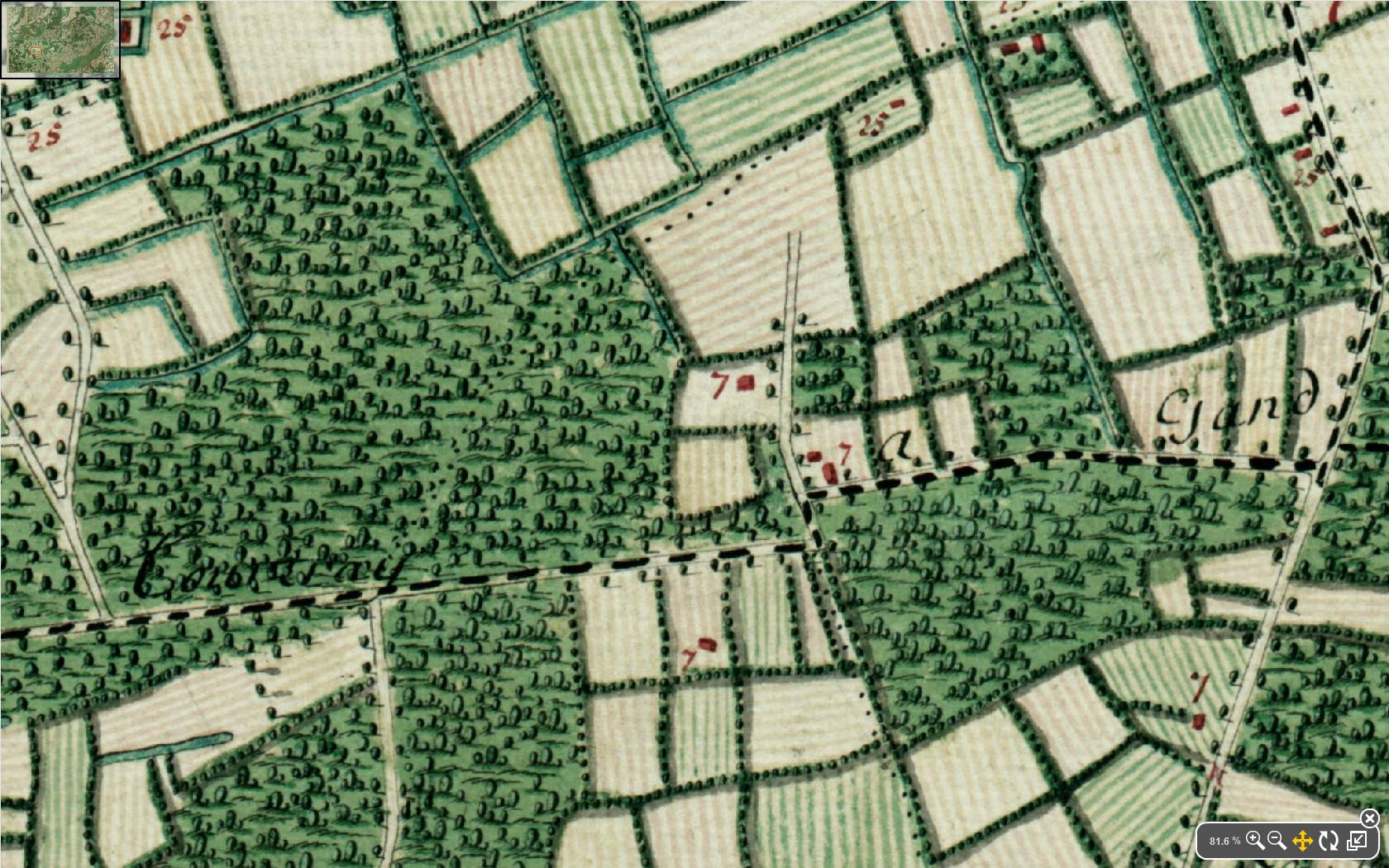
Stukje heirweg Courtray a Gand in Nazareth op de Ferrariskaart in 1775

Sommige straten verwijzen nog steeds naar deze oude baan:
- Keistraat De Pinte
- Kortrijkseheerweg Nazareth
- Gentse Heerweg Waregem
- Kortrijkse Heerweg Deerlijk[2]
- Heerbaan Deerlijk